# Зорянчук Йосип Герасимович
Зорянчук Йосип Герасимович (1889, с. Котюжинці Калинівського району — 28 жовтня 1963, с. Коло-Михайлівка Вінницького району, УРСР) — український перекладач, письменник. 1933 року безпідставно арештований радянською владою за звинуваченнями у «зраді батьківщині» та «контрреволюційній діяльності» (справжня причина — намагання поширити інформацію про Голодомор серед українських літераторів), після чого Зорянчук припинив літературну діяльність.

## Життєпис
Зорянчук Йосип Герасимович народився 1889 році в селі Котюжинці Калинівського району в родині селян. Родом із селянсько-бідняцької сім'ї, здобув освіту середню спеціальну (закінчив два класи ремісницького училища). Із 15 років трудився на різних заводах. Певний час служив чиновником Житомирського і Волинського земств, на початку 20-х рр. переїхав у село до батьків учителювати. З 1929 року перебивався тимчасовими заробітками в кооперації, де працював рахівником, та займався перекладацькою діяльністю. У лютому 1933-го заарештований Вінницьким обласним управлінням ГПУ.
Зорянчука арештували 12.02.1933 року за звинуваченням у порушенні статті 54–10 КК УРСР. За постановою Вінницького обласного відділу ГПУ від 12.04.1933 року справа припинена, і він був звільнений через два місяці, 17.04.1933 року. На момент арешту проживав у селі Котюжинці Калинівського району. В анкеті звинуваченого в графі «професія» записано: «„учитель-письменник“, в минулому (мається на увазі, до революції) чиновник, тепер — безмаєтний. Раніше перебував під слідством за антирадянську діяльність».
У середині лютого 1933 р. органи ГПУ вилучили з пошти листа Йосипа Зорянчука адресованого у Харків Остапові Вишні. Невідомо, чи потрапив він до рук чекістів, унаслідок вибіркового перегляду чи після негласного нагляду за опальним на той час відомим українським гумористом. Зрозуміло одне: випадковості в тому, що саме цей лист привернув увагу чекістів, немає, бо наводились у ньому факти з політичним забарвленням — випадки голодної смерті в Котюжинцях.
|  | «Дорогий товаришу! Листа збирався написати Вам про своє становище, але якось незручно, місцеве життя так дисгармонує з сьогоднішнім днем успіхів, досягнень і перемог… Я тут працюю вчителем, викладаю мову в школі комуністичної молоді, нещодавно з видавництвом «Рух» склав договір на переклад роману [норвезького письменника] Кнута Ґамсуна «Соки землі», пишу своїх два романи. Між тим, повинен сказати відверто, що зараз моє «життя» йде повним ходом. До цього часу ще видавали мізерну «пайку» з колгоспу — 2 пуди сирої гречки на 4 їдаки, але тепер в колгоспі виявили недостачу посівного зерна і не видають навіть цього. Купити на ринку або в самому селі неможливо нічого, гроші тут втратили будь-яку купівельну спроможність стосовно продуктів харчування. Пуд картоплі коштує 100– 150 крб., пуд жита — 280–300 крб. Зарплата вчителя рівняється минулим 15-ти копійкам в місяць. Це 1 пуд картоплі, якої ніде не купиш, їмо «хліб» з просяних відходів і «борщ» з кормового буряка й чекаємо голодної смерті. До цього тут всі звикли. Поки чоловік тримається на спухлих ногах, він йде на цвинтар, копає для себе яму (найняти для цього чоловіка не кожен у змозі, треба заплатити 100 крб., і готувати обід), затим лягає на піч і через кілька днів його несуть до тієї ями. Я написав про це велику книгу, але коштів не маю, щоб передрукувати рукопис. Знаю, надрукувати таку книгу неможливо, та хотів би надіслати Вам чорновика. «Голод» Кнута Гамсуна — забавний сентиментальний витвір порівняно з тим, що мені тут довелося бачити і пережити протягом двох останніх років. Зараз у мене також починають пухнути ноги, діти в болоті і один вихід — звичайна голодна смерть. Чекати на допомогу не доводиться. Одним словом — «голод»… |

Факт голодомору на початку 1933-го був насторожливим, ГПУ не могло допустити, аби інформація дійшла до Остапа Вишні й, можливо, вийшла з-під його пера. Тому працівники обласного управління, виконуючи доручення керівництва, взялися встановлювати випадки голодної смерті, про які вказував Зорянчук, а також поставили за мету вилучити його рукописи. Проведено обшук, який пояснили шуканням нібито прихованої в будинку зброї, а замість неї вилучено низку різних повістей та романів, підготовлених до видання, а також особисте листування з Павлом Тичиною, Остапом Вишнею (які, до речі, гостювали в Котюжинцях), Максимом Горьким.
У рукописах Зорянчук писав про наболіле — загрозливий наступ голодомору. У праці «Пишуть мільйони рук: світом править голод і страх» читаємо: «Говорити про те, як мільйони людей голодують, їдять стерво, кору, бур'яни, лушпиння з гнилої картоплі й помирають з голоду — не треба і смішно. Голод — звичне явище в цьому світі». Інтелігентний сільський учитель намагався донести правду до авторитетних представників письменництва, які зналися з тодішніми можновладцями, в надії застерегти від катастрофи, збудити суспільну думку.
Після арешту припинив літературну діяльність та продовжив працювати як звичайний учитель. Був одружений та мав двоє дітей. Помер 28 жовтня 1963 року в селі Коло-Михайлівка Вінницького району.

## Літературна діяльність
Ще 1912 р. під одним дахом Волинського земства доля звела Йосипа Зорянчука з представниками української літературної памолоді — Павлом Тичиною, Климом Поліщуком та Яковом Савченком. Під їхнім впливом Йосип сформувався як творча особистість: самотужки опанував українську мову, яку до цього вважав «наречием», ознайомився з працями російських і польських класиків. Потім з'явилися власні доробки.
У протоколах допиту побічно згадуються кілька неопублікованих його творів, але самі твори, навіть чернетки відсутні.
У довідці А. Лейтеса і М. Ященка «Десять років української літератури (1917—1927 рр.)», надрукованій Державним видавництвом України 1928 р., наводиться короткий перелік опублікованих Зорянчуком статей. Зокрема, у журналі «Шлях» за 1917 р. видруковано два ескізи — «Коли прийде час спокою» та «Утічка». Через рік у тому ж виданні побачили світ новела «Утічка» і публіцистичний роздум «Шляхом душі — диференціація індивідума». Затим з'явилась новела «Горе переможеним». Це все, що відомо про літературну спадщину Йосипа Зорянчука.
У його творчості переважає тематика голодомору. Зорянчук був одним із перших, хто заговорив про голод в Україні.

### Власні твори
- «Коли прийде час спокою» (ескіз, Державне видавництво України 1917)
- «Утічка» (ескіз, Державне видавництво України 1917)
- «Утічка» (новела, Державне видавництво України 1918)
- «Шляхом душі — диференціація індивідуума» (публіцистичний роздум)
- «Горе переможеним» (новела)

### Переклади
- Кнут Ґамсун «Соки землі». Переклад з норвезької: Йосип Зорянчук. Видавництво "Рух" (доля перекладу невідома).
- Генрік Ібсен. Вибрані твори. У 3-х томах: Том 2. Переклад з норвезької: Йосип Зорянчук (Росмерсгольм; Будівничий Сольнес), Вероніка Гладка та Катерина Корякіна (Підпори громадянства); редактор: Дмитро Загула. Харків-Київ: ЛіМ. 1932. 228 стор. (серія "Бібліотека чужоземної літератури").[1]